# Vilma von Webenau
Vilma von Webenau (Constantinoble, 15 de febrer de 1875-Viena, 9 d'octubre de 1953) va ser una compositora i professora de música vienesa de la primera meitat del segle xx.
Vilma von Webenau es considera important a causa de la seva rara posició com a dona i compositora. Les seves obres proporcionen una visió de les contribucions de les dones compositores del segle xx. Va ser la primera estudiant d'Arnold Schönberg.

## Biografia

### Infantesa
Wilhelmine Eveline Maria Weber von Webenau, filla de Wilhelmine Webenau i Arthur Webenau, va néixer a Constantinoble (actualment la ciutat d'Istanbul, capital de Turquia) el dia 15 de febrer de l'any 1875.
Era la més gran de tres germans, i durant els seus primers 10 anys de vida va viure a la seva ciutat natal de Turquia, on el seu pare treballava com a diplomàtic a l'ambaixada Austríaca de l'Imperi Otomà. L'any 1885 es van traslladar a la ciutat de Graz, Àustria.

### Estudis musicals
Vilma Webenau, després de la mort del seu pare, va voler iniciar una carrera musical com la de la seva àvia Julie von Baroni-Cavalcabò, que era pianista i compositora. Abans de traslladar-se a Viena oficialment per a poder envoltar-se del seu estil musical, va ser ensenyada per Cäcilie von Frank, pianista acompanyant del Quartet Hellmesberger i del violonista Arnold Rosé. D'ella va rebre una àmplia formació artística i va tocar en algunes actuacions públiques, que van suposar un punt de debat en alguns diaris locals de l'època. Cäcilie von Frank va suposar un eix per al món de la música vienesa, i va tenir altres alumnes com Grete Hinterhofer i Rosa Lemberger.
L'any 1898 es muda definitivament a Viena, on esdevindrà la primera estudiant del compositor Arnold Schönberg (1874-1981). L'any següent es trasllada a la ciutat de Berlín, Alemanya, on aprendrà teoria musical, harmonia, contrapunt i composició. De forma interrompuda però sempre amb Schönberg, Webenau serà resident a Berlín fins a l'any 1909, que es traslladarà a la ciutat de Múnic per estudiar amb Fritz Cortolesis (1878 - 1934) instrumentació, direcció de cor i direcció d'orquestra.
El novembre de l'any 1907 (just abans de traslladar-se a Múnic), Webenau va interpretar per primera vegada les seves obres en públic junt amb altres estudiants de Schönberg com Alban Berg (1885-1935), Ivanov Horowitz i Karl Horowitz. Tot i que Schönberg considerava Webenau com una estudiant amb les mateixes bones aptituds i nivell respecte els seus altres estudiants, ni les seves composicions ni el seu nom van ser valorats durant aquests concerts de presentació, fet que succeiria durant tota la seva carrera musical.

### Vida professional i últims anys de vida
Un cop Vilma decidí iniciar la seva carrera professional com a compositora es va traslladar a Viena de manera definitiva. Allà es va crear una certa fama per la seva música i també per la seva figura, però el fet que no va ser influent en la Segona Escola de Viena no la va identificar com una compositora clau per a l'època.
Es va adherir al Club de Músics de Viena que en aquell moment només incloïa dones, però a poc a poc s'hi van anar afegint homes. Allà va tenir molta relació amb Maria Bach (1896-1978) i Mathilde Kralik (1857-1944). Junt amb aquestes dues compositores, Vilma va ser una de les figures més influents entre els membres del club.
L'any 1918, Vilma von Webenau va impartir una sèrie de conferències musicoteòriques en l'associació de professors de música, predecessora del club de músics vienesos. Les sis conferències van tenir lloc al "Neues Frauenklub" ('Nou Club Femení').
De la vida de Vilma Webenau en el temps del nacionalsocialisme, no se'n sap res. Va morir després d'haver estat ingressada al Wilhelminenspital de Viena i va ser enterrada al Zentralfriedhof de Viena, però ja no es pot trobar la seva tomba. Un acte de llegat, d'altra banda, ha estat preservat. Tot el seu treball musical es troba en la Col·lecció Musical de la Biblioteca Nacional d'Àustria, on va ser introduït quatre anys després de la seva mort pel seu nebot Alexander Petschig.
En l'obituari del Damenklub, es deia: "Va viure i va morir en males circumstàncies, depenent dels ingressos del seu senyor, en un modest gabinet del districte 21. Mai va haver-hi una queixa dels seus llavis, estava encantada i agraïda per tota l'atenció, i l'últim plaer el va preparar per la reproducció artística de les seves sis cançons del cicle "amor terrenal i celestial". Cap de nosaltres sabíem de la seva malaltia, del seu pròxim final. L'afectuosa felicitació nadalenca de la direcció del club femení es va tornar sense obrir-se. Modesta com era en la vida, se'n va anar de nosaltres".

## Avaluació de les seves composicions
Mentre la música de Webenau incorpora alguns elements primerencs de l'època post-romàntica de Schönberg, conserva les qualitats estètiques dels seus predecessors tonals. Aquesta contradicció aparent crea unes composiciones estranyes tenint en compte amb quins compositors Webenau s'havia relacionat, ja que el previsible és que hagués deixat enrere tot ús tonal en les seves composicions.
Aquesta contradicció es pot explicar per la influència que Webenau va rebre del modernisme vienés o del Fin de siècle. Viena va seguir corrents similars als de la resta de ciutats europees, però va ser pionera respecte a l'arquitectura i la literatura. Aquests corrents formaven part de l'ascensió del modernisme característic de finals del segle xix.
Dins del vessant musical, el Fin de Siècle suposava la consciència del final de l'era romàntica i la qüestió constant sobre què oferia el futur. Això va fer que molts compositors com Webenau quedessin encisats per l'art modernista i la idea d'entendre el futur a partir del modernisme, un estil no tan allunyat com moltes avantguardes.

## Obres[1]

### Òperes
- Don Antonio
- Der Fakir
- Komodie in vier Bildern
- Mysterium: Musikalisch-dramatisches Gedicht
- Der Poldl: Eine Alt-Wiener Geschichte in 6 Bildern
- Die Prinzessin: Zwischenspiel in einem Aufzug
- Vocal work, opera, or Horspiel without title for four solo voices: Madchen, Hirt, 1. and 2. Zwerg, Choir, and Orchestra
- Pastorale: Ein Hörspiel

### Conjunt vocal o veu solista
- Die Ballade vom Spielmann für eine Singstimme und Kammerorchester
- Musik zu Andersens Märchen ”Das kleine Mädchen mit den Schwefelhölzern”
- [Drei Lieder für Singstimme und Streichorchester]: Unruhige Nacht, Erinnerungen, Die Wetterfahne.

### Veu i piano
- Irdische und himmlische Liebe
- Lieder der Geisha
- Marienlieder
- Der Mond geht auf
- An einem schwülen Sciroccotag
- Befreiung
- Schönes Land wir lieben dich
- Da fährt die Bahn
- Eins
- Es ist so still um mich her
- Frau Mullerin
- Heut nacht hat’s Blüten geschneit
- Die Himmelspförtnerin
- Horch, welch ein Zauberton
- Ein kurzer Augenblick
- Mittagsrast
- Nachtgefühl
- O Schifflein unterm Regenbogen
- Rauhreif knistert in den Zweigen
- Silberner Schein des Mondes im Hain
- Wie teif doch die Felder schweigen

#### Lieder
- Drei Lieder im Volkston [aus] des Knaben Wunderhorn
- O Mutter, Maria, Von Busch und Bäumen fallt Blatt auf Blatt, Ich bin so müde
- Mondaufgang, Ich sehe hinauf,Fromm
- Die Soldatenbraut, Schweigen, An den Sommerwind
- Im Lenz, Hochsommernacht
- Im Lenz, Schnee
- Winter, Unruhige Nacht Wach auf
- Durch letztes Blühen geht ein Welken, Schönes Land wir lieben dich

### Melodrama
- Frau Judith
- Im Gausthaus zu des Königs Knecht

### Orquestra
- Kleine Ballettsuite
- Divertimento: Kleine Suite
- Suite Pan
- Suite Sommernacht
- Ouvertüre ”Zum goldenen Horn”
- Variationen über ein eigenes Thema
- Vergebliches Ständchen
- Scaramouche, La lune blanche, Dame souris
- Symphonie für Streichorchester

### Cambra
- Sommerlieder für Streichquartett und eine Sprechstimme
- Klavierquartett e moll
- Streichquartett

### Piano
- Vier Tänzerinnen gewidmet: Der Dame in Violett, Der Dame in Rot, Der
- Dame in Grün, Der Dame in Gelb
- Der Königssohn, Die Prinzessin, Die Hexe, Die Fee, Die
- Hochzeit
- Frühling, Sommer, Herbst, Winter
- Salambo Suite
- Mein Liebchen wir sassen beisammen traulich im leichten Kahn